# Гвалбакур
Гвалбакур (ісл. вимова: [ˈkʰvalˌpaːkʏr̥] ( прослухати)), означає «спина кита») — невеликий безлюдний острів біля узбережжя Ісландії та крайня східна точка країни. Він розташований в регіоні Аустурланд, за 35 кілометрів від материка. Він завдовжки 200 метрів і до 100 метрів завширшки, з найвищою точкою 5 метрів над рівнем моря. Острів з’являється на картах з 1761 року, але, можливо, його помітили набагато раніше.

## Історія
Перша згадка про Гвалбакур датується 1617 роком на карті голландського мореплавця і картографа Йоріса Каролуса, який назвав його «островом Опдамс». Через помилку в позиціонуванні — на карті було вказано 66° північної широти замість правильних 64° північної широти, риф вважався фантомним островом, доки через півстоліття його не відкрили знову і не перейменували на «Енчуйсен».

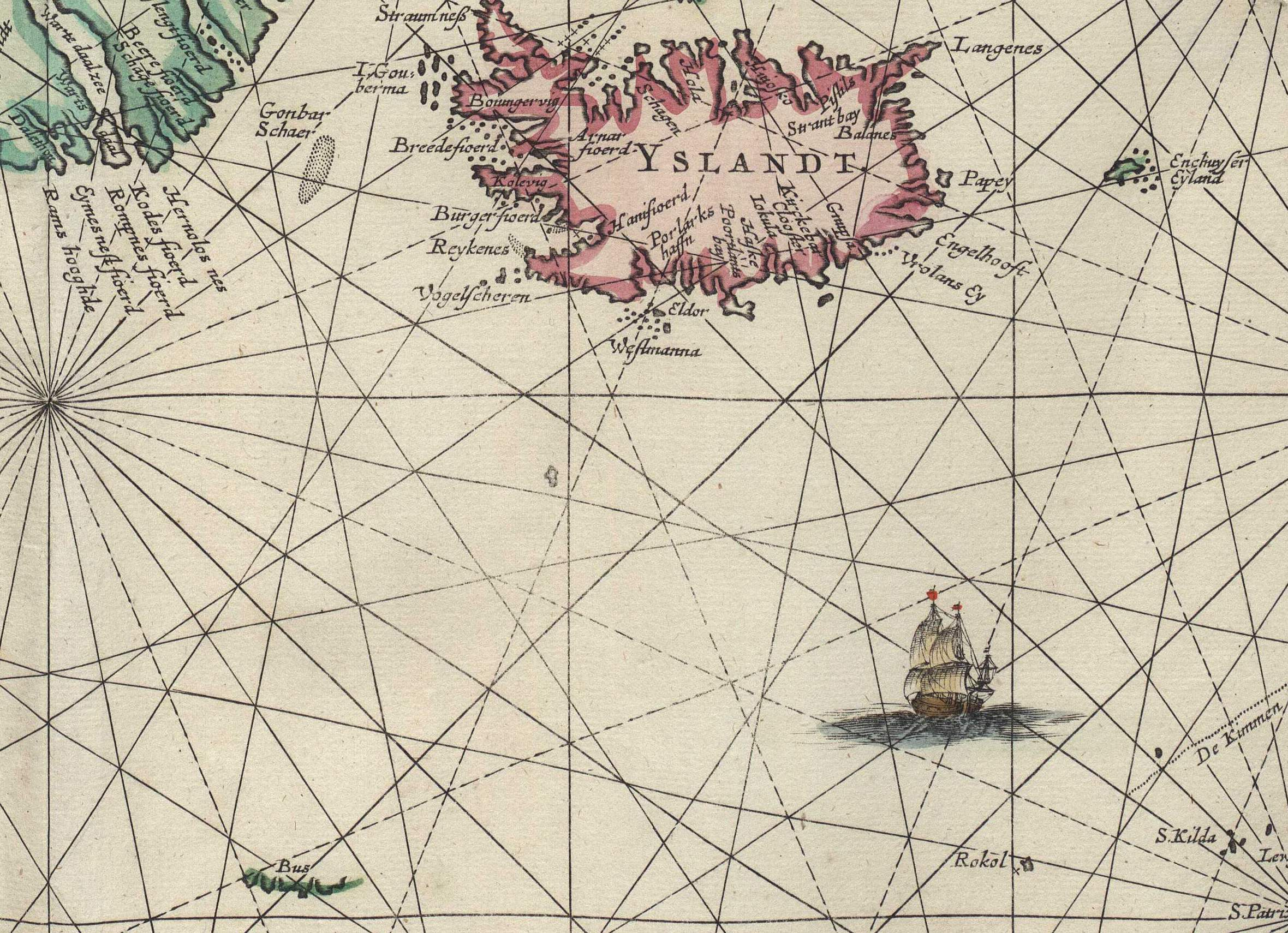
Витяг з карти 1650 року, що показує розташування острова Енчуйсен, який зараз називається Гвалбакур, на сході Ісландії.

## Дивись також
- Крайні точки Ісландії
- Географія Ісландії
- Список островів біля Ісландії
- Геологія Ісландії